# Essonite
L'essonite o hessonite è una varietà di grossularia appartenente al gruppo del granato.

## Etimologia

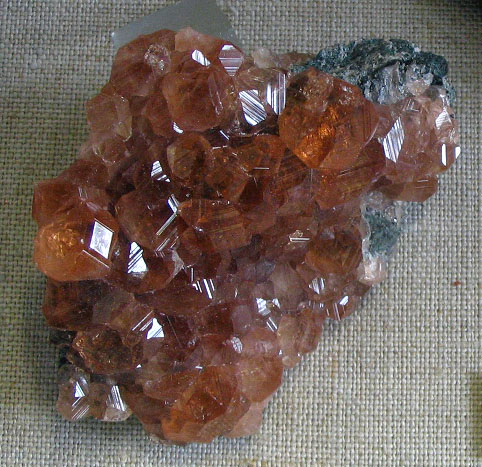
Cristalli striati di essonite

Il nome deriva dal comparativo greco ἥσσων = "inferiore". Il nome gli fu dato dal mineralogista René Just Haüy, in allusione alla sua minor durezza e densità rispetto ad altri tipi di granati.

## Abito cristallino
In cristalli grandi o sotto forma di granuli di microcristalli.

## Origine e giacitura
L'origine dell'essonite è dovuta per la maggior parte dei casi al metamorfismo di contatto. Si possono trovare dei campioni di essonite in rocce serpentinose e basiche metamorfosate o in rodingiti.

## Forme in cui si presenta in natura
I cristalli sono di forma rombododecaoedrica o icositetraedrica con le facce che presentano delle striature, talvolta trasparenti o in ammassi granulari di microcristalli luccicanti.

## Il taglio
L'essonite generalmente viene tagliata in gemme ovali, rotonde, a rosa o a brillante. In epoche antiche le essoniti venivano poste in castoni o rivestite alla base con dei fogli brubo-metallizzati per esaltarne la lucentezza.

## Gemme simili
- Zircone[1]
- Granati vari[1]
  - Spessartina;
  - Rodolite;
- Spinelli[1]
- Sfalerite[1]
- Opale di fuoco[1]
- Vetri colorati[1]
- Frammenti di gemme lucidate.[1]